# Yên Thái, Yên Định
Yên Thái là một xã thuộc huyện Yên Định, tỉnh Thanh Hóa, Việt Nam.
Xã Yên Thái có diện tích 5,19 km², dân số năm 1999 là 5467 người, mật độ dân số đạt 1053 người/km².

## Vị trí địa lý
Về mặt vị trí địa lý, Yên Thái bắc giáp Yên Phong, phía tây giáp Yên Ninh, phía nam giáp Định Liên, phía đông và đông bắc giáp sông Mã

## Hành chính
Toàn xã có 3 làng và 7 thôn:
- Làng Phù Hưng gồm 2 thôn: Phù Hưng 1, 2.
- Làng Lê Xá: hiện tại là thôn Lê Xá.
- Làng Bưa gồm 1 thôn: Mỹ Bi

## Điều kiện tự nhiên
Yên Thái nằm trong vùng khí hậu nhiệt đới gió mùa ẩm có mùa đông lạnh và mùa hè có gió phơn khô nóng.
Đất đai ở đây là đất phù sa sông Mã được chia làm 2 khu vực là đất trong đê và đất ngoài đê. Đất trong đê là đất nền phù sa cũ không được bồi đắp có hệ thống thủy lợi thuận lợi cho phát triển lúa nước. Đất ngoài đê là loại đất thường xuyên được bồi đắp cao và màu mỡ tuy vậy không thể chủ động trong tưới tiêu nên chủ yếu trồng cây trồng cạn như ngô, đậu... bãi bồi ven sông trồng bầu bí.